# Разграбление Рима (410)
Разграбление Рима (ит. Sacco di Roma) — разграбление номинальной столицы Западной Римской империи Рима вестготами 24—26 августа 410 года. Рим пал впервые за 8 веков (после захвата города галлами около 390 до н. э.). Разграбление великого города варварами произвело большое впечатление на современников и ускорило распад Западной Римской империи. В 455 году Рим снова подвергся разграблению в результате морского набега вандалов из Северной Африки.

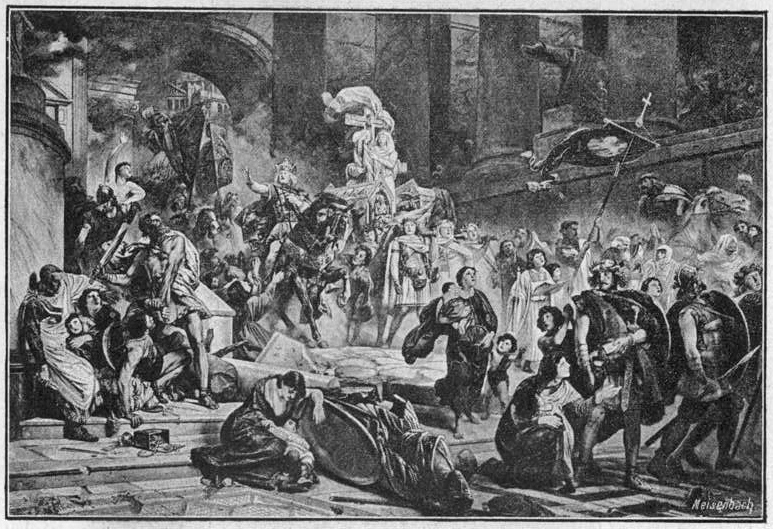
Аларих в Риме. Иллюстрация 1888 г.

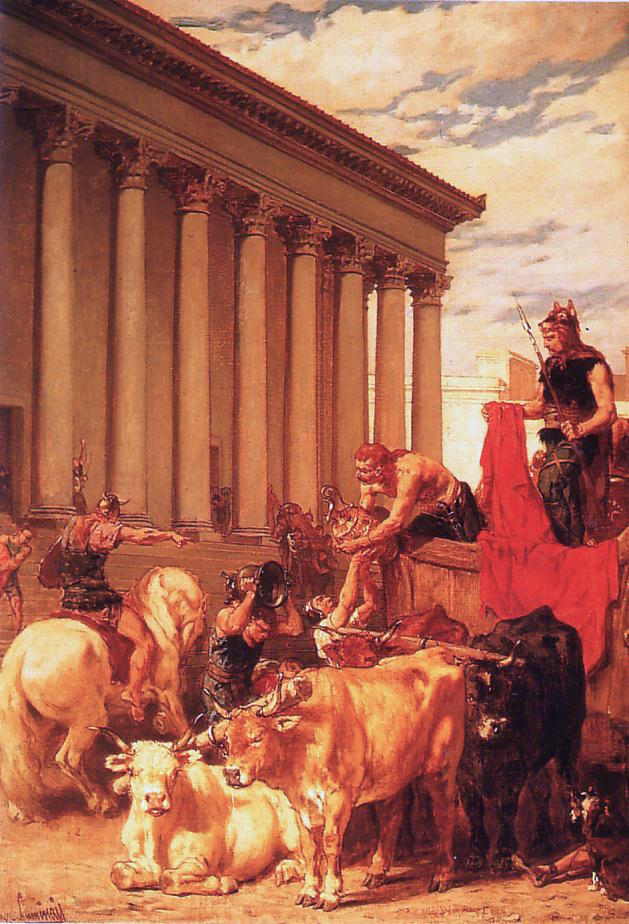
Разграбление Рима. Картина Эвариста Виталь Люмине

## Исторические источники
Походы Алариха в Италию и первые его две осады Рима описаны наиболее подробно византийским историком 2-й половины V века Зосимой (кн. 5, 6). Книга 6 завершается бегством гота Сара от воинов Атаульфа к императору Гонорию (что в итоге вызвало третью осаду и разграбление Рима). Согласно выдержкам Фотия Зосима скопировал материал у Евнапия из Сард, только передав в более сокращённом и ясном стиле. Труд самого Евнапия дошёл лишь в виде фрагментов. Другой византийский историк Созомен в 440-х годах написал «Церковную историю», где менее подробное изложение событий в целом совпадает с Зосимой. Созомен привел рассказ о молодой христианке-римлянке, которая в захваченном Риме отвергла домогательства воина-гота, не испугавшись нанесённой им раны от меча, и тем самым вызвала у того уважение.
Отдельные факты по походам Алариха содержатся в сочинениях других авторов. Придворный поэт при Стилихоне Клавдий Клавдиан в панегириках сообщил некоторые подробности про первый неудачный поход Алариха в Италию. Прокопий Кесарийский (середина VI века) передал две легенды о том, как готы захватили Рим, а Иероним в письме описал грабежи в городе. Готский историк Иордан (середина VI века) подробно рассказал о кончине и захоронении Алариха, кратко и крайне путано изложив его походы. Также детали о походах Алариха добавляют современники событий, Олимпиодор и Филосторгий, чьи сочинения известны по довольно подробным выдержкам Фотия, а также Сократ Схоластик (7.10).

## Предыстория
Во время вторжения в Италию осенью 408 года войско вестготов под предводительством короля Алариха I в первый раз осадило Рим. Получив богатый выкуп, Аларих снял осаду и возобновил переговоры с императором Гонорием об условиях мира и местах постоянного поселения готов на землях империи. Когда переговоры не увенчались успехом, Аларих в 409 году повторно осадил Рим, заставив сенат избрать нового императора Аттала. В обмен на низвержение своего соперника Гонорий был готов пойти на уступки готам.

## Политическая ситуация
Император Гонорий, осаждённый готами в Равенне, рассчитывал на разногласия в стане его противников. Аттал не стал марионеткой в руках варваров и проводил собственную политику. Неудача с подчинением Африканских провинций ослабила его позиции. Зерно оттуда перестало поступать в Рим, вызвав голод не только среди горожан, но это также создало проблемы с продовольствием у готов. Аларих желал переправить готов в Африку для захвата житницы империи, но Аттал сопротивлялся идее использовать варваров для войн внутри империи. Внутренние интриги и наговоры усилили подозрительность Алариха к своему ставленнику настолько, что летом 410 года он публично лишил его титула императора, отослав регалии власти к Гонорию. Тем не менее Аттал остался под защитой готов как частное лицо.
Низвержение Аттала стало необходимым условием возобновления переговоров Алариха с Гонорием, которые встретились лично под Равенной и, как полагают историки, были близки к заключению соглашения. В этот момент по словам Зосимы «вне всяких ожиданий судьба преподнесла другое препятствие». Готский командир Сар с небольшим отрядом из 300 преданных ему воинов давно служил у римлян и имел личный конфликт с вождём готов Атаульфом. Сар не видел ничего хорошего для себя лично в случае мирного договора Гонория с Аларихом, и потому по личному побуждению внезапно атаковал своих соплеменников готов, убив нескольких из них.
Аларих, подозревая в нападении волю императора, прекратил переговоры и в третий раз двинул войско на Рим.

## Захват Рима
24 августа 410 года готы ворвались в Рим через Соляные ворота. Современник падения Рима, писатель из Константинополя Созомен сообщил только, что Аларих взял Рим изменой. Более поздние писатели передают уже легенды.
Прокопий (середина VI века) привёл две версии событий. По одной из них Аларих подарил римским патрициям 300 доблестных юношей, выдав их за рабов, которые в условленный день перебили стражу и открыли ворота Рима. По другой версии ворота открыли рабы одной знатной женщины Пробы, которая «сжалилась над римлянами, погибавшими от голода и других бедствий: ибо они уже стали поедать друг друга».
Голод не стал следствием осады, которая не могла быть сколько-нибудь продолжительной. Бедствия жителей были вызваны нарушением подвоза продовольствия из Африки в течение предшествующего полугода. По словам Зосимы в Риме испытывали более жестокий голод, чем когда город был осаждён готами в 408 году. Ещё до нападения Алариха некоторые римляне выражали протест и отчаяние криками: «Установите цену за человеческую плоть!»
Историки принимают точку зрения, что римские рабы впустили готов в город, хотя достоверные свидетельства о том, как именно это случилось, отсутствуют. Впервые за восемь веков Рим, крупнейший город разваливающейся Западной империи, подвергся разграблению.

## Разорение Рима
Разорение города шло два полных дня и сопровождалось поджогами и избиением жителей. По словам Созомена Аларих приказал не трогать только храм апостола Св. Петра, где благодаря его просторным размерам нашло убежище множество жителей, впоследствии заселивших обезлюдевший Рим.
Исидор Севильский (писатель VII века) передаёт весьма смягчённый вариант падения Рима. В его изложении «дикость врагов [готов] была достаточно сдержанной» и «те, кто находился вне церквей, но просто взывал к имени Христа и святых, получили от готов пощаду». Исидор подтвердил уважение Алариха к святилищу Апостола Петра — вождь варваров приказал вернуть все ценности в храм, «сказав, что он воюет с римлянами, а не апостолами».
Готы не имели причин истреблять жителей, варваров интересовали прежде всего их богатства и продовольствие, которого в Риме не было. Одно из надёжных свидетельств, описывающих падение Рима, содержится в письме известного богослова Иеронима от 412 года к некой Принципии, пережившей вместе со знатной римской матроной Марцеллой налёт готов. Иероним так выразил потрясение от произошедшего:

«Голос застревает в моём горле, и пока я диктую, рыдания прерывают моё изложение. Город, который захватил весь мир, сам оказался захвачен; более того, голод предшествовал мечу, и только немногие из горожан уцелели, чтобы стать пленниками».

Иероним также поведал историю римской женщины Марцеллы. Когда воины ворвались в её дом, она указала на своё грубое платье и пыталась убедить их в том, что у неё нет спрятанных ценностей (Марцелла пожертвовала все богатства на благотворительность). Варвары не поверили и стали избивать пожилую женщину бичами и палками. Однако затем всё же отправили Марцеллу в базилику апостола Павла, где спустя несколько дней она скончалась.
Современник событий Сократ Схоластик сообщает о последствияx захвата города:
«Взяли сам Рим и, опустошив его, многие из дивных его зданий сожгли, сокровища разграбили, нескольких сенаторов подвергли различным казням и умертвили».
На третий день готы покинули опустошённый голодом Рим.
Для жителей Константинополя, находившихся в относительной безопасности, включая христианских проповедников, нападение варваров на Рим стало знаком того, что предсказания о пришествии Антихриста и скором конце света начали сбываться.

## Последствия
После разграбления Рима Аларих двинулся на юг Италии. Причины поспешного удаления из города точно не известны, Сократ Схоластик объясняет это приближением армии из Восточной Римской империи (Византии):

«После сего, испугавшись молвы, что царь Феодосий послал против него войско, он обратился в бегство. И молва не была выдумана: войско действительно шло, поэтому Аларих, не перенёсши, как я сказал, и одного слуха о том, поспешно удалился».

Готы достигли Регия (современная Реджо ди Калабриа на крайнем юге материковой Италии), откуда собирались через Мессинский пролив попасть на Сицилию, а затем в богатую хлебом Африку. Однако буря разметала и потопила корабли, собранные для переправы. Аларих повёл войско обратно на север. Не успев уйти далеко, он скончался в конце 410 года около города Козенцы.
Преемник Алариха король Атаульф вывел готов в 412 году из разорённой Италии в Галлию, где вскоре на её западных землях образовалось одно из первых германских королевств на обломках Римской империи — государство вестготов. В январе 414 года Атаульф женился на сестре римского императора Галле Плацидии, попавшей в заложники к готам ещё до падения Рима. Олимпиодор, описывая свадьбу, сообщил о свадебном подарке короля. Невесте из римской императорской семьи преподнесли 50 чаш с драгоценными камнями, награбленными в Риме.
Жизнь в Риме быстро восстановилась, однако в провинциях, которые занимали готы, путешественники наблюдали такую разруху, что невозможно было совершать проезд через них. В путевых заметках, написанных в 417 году, некий Рутилий замечает, что в Этрурии (Тускании) после нашествия готов невозможно перемещаться из-за того, что дороги заросли, а мосты разрушились. В просвещённых кругах Западной Римской империи возрождалось язычество; падение Рима объясняли отступничеством от древних богов. Против этих настроений Блаженный Августин написал произведение «О Граде Божием» (De civitate Dei), в котором в числе прочего указал на христианство как высшую силу, спасшую жителей Рима от полного истребления.
Благодаря запрету Алариха готы не тронули церкви. Однако ценности, сохранённые там, стали добычей вандалов спустя 45 лет. В 455 году вандалы совершили морской набег на Рим из Карфагена, захватили без боя и грабили его не два дня, как готы, но целых две недели. Вандалы не пощадили христианских храмов, хотя и воздержались от убийств жителей.